# Scarabaeoidea
Scarabaeoidea, nadporodica kornjaša (Coleoptera) s oko 35.000 vrsta. Sastoji se od najmanje 14 porodica

## Porodice
- Aclopidae; ponekad kao Aclopinae Blanchard, 1850 u porodicu Scarabaeidae.
- Aegialiidae Laporte de Castelnau, 1840
- †Alloioscarabaeidae Bai et al. 2012
- Aphodiidae; ponekad kao Aphodiinae Leach, 1815 u  Scarabaeidae.
- Aulonocnemidae; ponekad kao Aulonocneminae Janssens, 1946 u  Scarabaeidae.
- Belohinidae Paulian, 1959
- Bolboceratidae; ponekad kao Bolboceratinae Mulsant, 1842 u Geotrupidae
- Ceratocanthidae White 1842 ponekad kao Ceratocanthinae Martínez, 1968 u Hybosoridae
- Cetoniidae; ponekad kao Cetoniinae Leach, 1815  u Scarabaeidae.
- †Coprinisphaeridae Genise, 2004
- Diphyllostomatidae Holloway, 1972
- Dynastidae; ponekad kao Dynastinae MacLeay, 1819 u Scarabaeidae.
- Euchiridae; ponekad kao Euchirini u Scarabaeidae
- Geotrupidae Latreille, 1802
- Glaphyridae MacLeay, 1819
- Glaresidae Kolbe, 1905
- Hybosoridae Erichson, 1847
- Lucanidae Latreille, 1804
- MelolonthidaeSamouelle, 1819; ponekad kao Melolonthinae Samouelle, 1819 u Scarabaeidae.
- Ochodaeidae Mulsant & Rey, 1871
- Orphnidae; ponekad kao Orphninae Erichson, 1847  u Scarabaeidae.
- Pachypodidae Erichson, 1840 ; ponekad kao tribus Pachypodini Erichson, 1840 u Melolonthinae
- †Pallichnidae Genise, 2004
- Passalidae Leach, 1815
- Pleocomidae LeConte, 1861
- Rutelidae; ponekad kao u Rutelinae MacLeay, 1819  u Scarabaeidae.
- Scarabaeidae Latreille, 1802
- †Septiventeridae Ming Bai, Rolf G Beutel, Chung-Kun Shih, Dong Ren, Xing-Ke Yang; vrsta Septiventer quadridentatus
- Termitotrogidae Wasmann, 1918; ponekad kao Termitotroginae u porodicu  Scarabaeidae.
- Trogidae MacLeay, 1819